# Ettenbüttel
Ettenbüttel ist ein Ortsteil der Gemeinde Müden (Aller) (Samtgemeinde Meinersen) im niedersächsischen Landkreis Gifhorn. In der Gemarkung Ettenbüttel befindet sich auch das Gut Brenneckenbrück.

## Geografie
Der Ort liegt südöstlich des Kernortes Müden direkt an der nördlich verlaufenden Aller. Westlich fließt die Oker, die nordwestlich im Kernort Müden in die Aller mündet.
Südöstlich liegen die Naturschutzgebiete „Viehmoor“ und „Fahle Heide, Gifhorner Heide“.

## Wirtschaft und Infrastruktur

### Verkehr

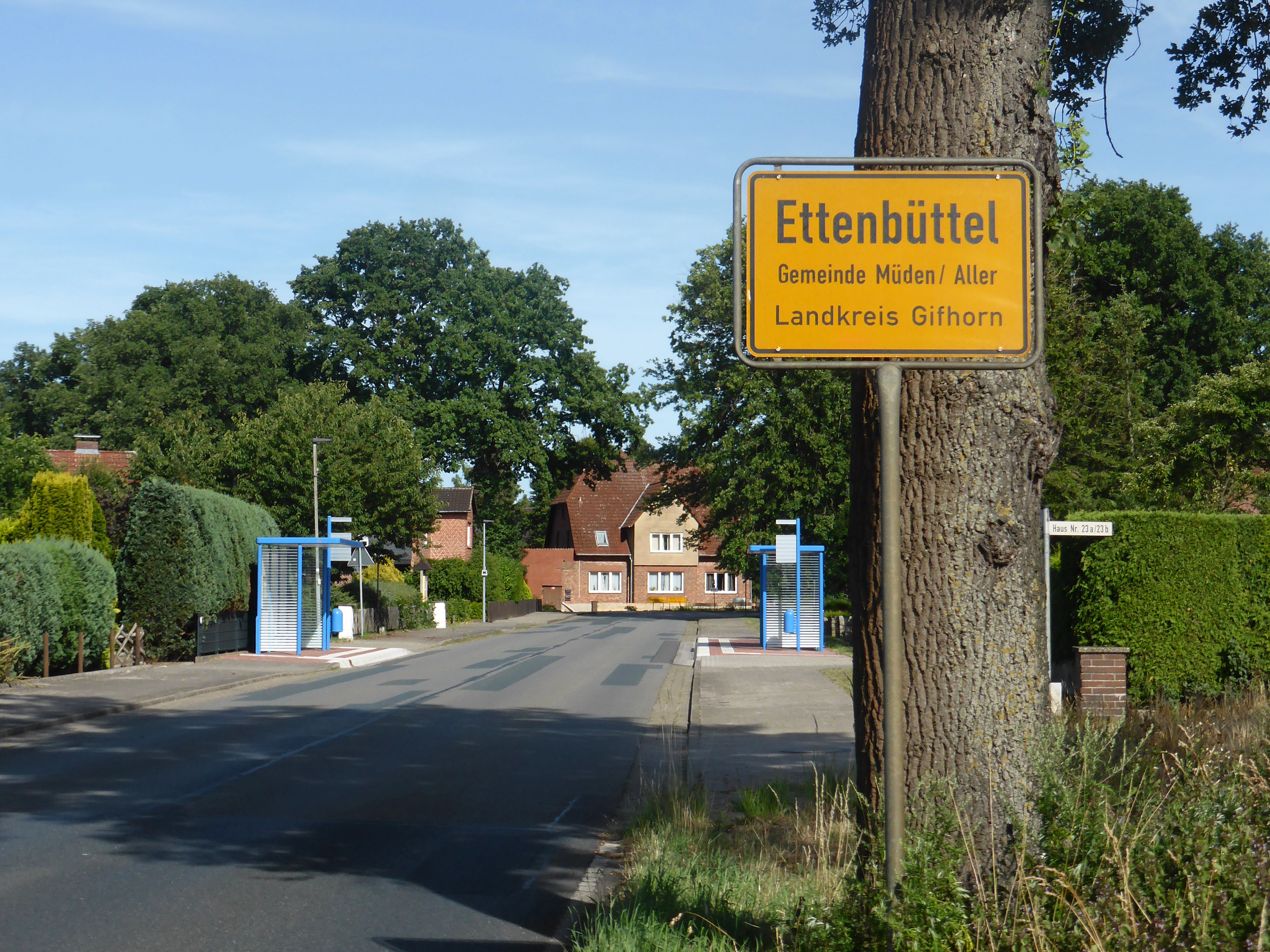
Landesstraße 283 mit westlichem Ortseingang von Ettenbüttel

Ettenbüttel liegt abseits der großen Verkehrswege. Die Bundesstraße 188 verläuft knapp drei Kilometer südlich von Ettenbüttel.
Durch Ettenbüttel verläuft die Landesstraße 283, die in der Ortslage von Ettenbüttel die Bezeichnung Allertal trägt. Die Landesstraße 283 verläuft von Eschede aus dem Landkreis Celle kommend über Müden (Aller) und Gerstenbüttel durch Ettenbüttel und weiter bis nach Leiferde, wo sie an der Landesstraße 320 endet.
Gemeindeverbindungsstraßen führen von Ettenbüttel im Norden nach Bokelberge (Reiterweg) und im Osten nach Gilde (Lüßmannstraße).
Busse der Linie 141 fahren von Ettenbüttel über Gerstenbüttel und Müden (Aller) bis nach Flettmar, sowie über Gilde bis in die Kreisstadt Gifhorn. Darüber hinaus fährt an Schultagen die Buslinie 147 von Ettenbüttel über Gerstenbüttel bis nach Müden (Aller), sowie bis nach Leiferde. Im Berufsverkehr fährt die Buslinie 157 über Isenbüttel bis in das Volkswagenwerk Wolfsburg. Rufbusse, die nur nach vorherigem Anruf halten, fahren von Ettenbüttel über Meinersen und Ohof bis nach Müden (Aller), sowie über Leiferde bis nach Hillerse.